# Dendrophryniscus bokermanni
Dendrophryniscus bokermanni är en groddjursart som beskrevs av Eugenio Izecksohn 1994. Dendrophryniscus bokermanni ingår i släktet Dendrophryniscus och familjen paddor. IUCN kategoriserar arten globalt som livskraftig. Inga underarter finns listade i Catalogue of Life.